# ЯРМ (мина)
ЯРМ (рус. Якорная Речная Мина) — советская фугасная мина, предназначенная для применения против десантно-высадочных средств противника путём установки в акватории рек, озёр и водохранилищ.
Устройство мины ЯРМ включает в себя корпус, взрыватель с крестовиной и якорный механизм для установки мины на заданное заглубление. После сброса мины в воду сахарный предохранитель взрывателя растворяется и происходит взведение мины в боевое положение. Срабатывание мины происходит при контакте вражеского плавсредства с крестовиной головки взрывателя.
Мины ЯРМ запрещается обезвреживать; их ликвидацию предписывается проводить либо через подрыв заряда ВВ, либо тралением с соблюдением всех мер предосторожности.